# Scipopus manifestus
Scipopus manifestus är en tvåvingeart som beskrevs av Wulp 1897. Scipopus manifestus ingår i släktet Scipopus och familjen skridflugor.
Artens utbredningsområde är Costa Rica. Inga underarter finns listade i Catalogue of Life.